# Pablo Coronel
Pablo Coronel (Segovia, 1480 – Salamanca, 1534) è stato un traduttore, orientalista, docente erudito spagnolo.
Già chierico e professore di teologia all'Università di Salamanca, fu chiamato dal cardinale Francisco Jiménez de Cisneros come responsabile dell'edizione biblica di Alcalá de Henares. Successivamente, ottenne la docenza di Sacra Scrittura nello stesso ateneo.
Insieme ad Alfonso di Zamora fu il curatore della Bibbia Poliglotta Complutense, che non fu completata prima del 1517 e che venne scritta in quattro lingue: ebraico, greco, aramaico e latino.